# Президентські вибори у США 2024
Президентські вибори у США 2024 року — чергові вибори президента Сполучених Штатів Америки, що пройшли у вівторок 5 листопада та стали 60-ми виборами президента США. На чергових виборах виборці обирали колегії виборщиків, які через 41 день після дати голосування, у грудні 2024 року, мають обрати нових президента та віцепрезидента США. Також пройшли вибори до обох палат Конгресу: Палати представників і третини Сенату. На початку перегонів на пост президента висувався чинний президент, Джо Байден, що мав би стати кандидатом від Демократичної партії. Однак через провальний виступ на президентських дебатах у червні 2024 року та проблеми зі здоров'ям через вік, 21 липня він відмовився від своєї кандидатури та підтримав віцепрезидента Камалу Гарріс, що того ж дня розгорнула власну виборчу кампанію.
Дональд Трамп, член Республіканської партії і попередник Джо Байдена, який програв йому на виборах 2020 року, також висунув свою кандидатуру. Напередодні виборів, 30 травня 2024 року, Трамп був визнаний винним у 34-х звинуваченнях, пов'язаних із підробкою фінансової документації, та став першим президентом, що був визнаний винним у суді. 13 липня стався замах на Дональда Трампа під час його виступу в Пенсильванії в межах передвиборчої кампанії.
6 листопада у США підрахували результати загальнонаціонального голосування на виборах. Дональд Трамп набрав більшість, забезпечивши собі 277 голосів виборників за необхідних 270. Трамп стане першим президентом за більш ніж 120 років після Гровера Клівленда в 1892 році, який зміг повернутися і знову завоювати Білий дім. Офіційне затвердження результатів виборів відбувається не одразу. Мають проголосувати члени Колегії виборців, закріплені за кожним штатом. Як правило, вони підтверджують результати, які висловили мешканці штатів, звідки вони делеговані.
Переможець цих виборів буде інавгурований 20 січня 2025 року та стане 47-м президентом США. Президентські вибори відбудуться одночасно з виборами до Сенату, Палати представників, губернаторства та законодавчих зборів штату.
Відповідно до Другої статті Конституції США, для обрання президентом кандидат повинен бути громадянином США за народженням, не бути молодшим 35 років і має прожити на території країни щонайменше 14 років. Основними кандидатами вчергове будуть представники від двох великих партій: Демократичної та Республіканської партії США, кандидати яких, а також всіх інших партій, за традицією висуваються у процесі партійних праймериз.
Роберт Френсіс Кеннеді-молодший, за опитуваннями, був найбільшим за кількістю голосів кандидатом від третьої партії з часів Росса Перо, що був самовисуванцем на виборах 1992 року.
Головними питаннями на виборах вважаються аборти, охорона кордонів та імміграція, охорона здоров'я, система освіти, економіка, зовнішня політика, права ЛГБТ, глобальне потепління, та демократія.

## Проблемні питання під час кампанії

### Значення для України
Цьогорічні вибори у США є ключовою подією, що впливає не тільки на внутрішню політику, а й на міжнародні відносини. Кандидати мали різні підходи до зовнішньої політики, різні плани щодо дипломатичного завершення війни для досягнення миру в Україні.

### Аборти
Питання щодо доступності абортів, імовірно, стане однією з ключових тем кампанії. Це перші президентські вибори після рішення Верховного суду США у справі Dobbs проти Jackson Women's Health Organization 2022 року, коли скасували рішення Ро проти Вейда (англ. Roe v. Wade), залишивши законодавство про аборти повністю на розсуд штатів, а також щодо заборони абортів. Усі троє суддів, призначених колишнім президентом Дональдом Трампом — Емі Коні Барретт, Бретт Кавано та Ніл Горсач — проголосували за скасування федерального права на аборт у справі Dobbs.
Демократи переважно підтримують думку, що доступ до абортів є правом, тоді як республіканські політики зазвичай виступають за значне обмеження законності абортів. Станом на квітень 2023 року більшість штатів, де переважають республіканці, прийняли рішення про майже повну заборону абортів. За даними Фонду сім'ї Кайзера, 15 штатів де-юре заборонили аборти на ранніх стадіях без винятків для випадків зґвалтування або інцесту.
Трамп заявив, що взяв на себе відповідальність за скасування рішення у справі Ро проти Вейда, але критикував республіканців, які виступають за повну заборону абортів. Він також заявляв, що питання щодо абортів залишить на розсуд штатів, але дозволив би червоним штатам контролювати вагітність жінок і переслідувати їх за зроблені аборти. Камала Гарріс під час своєї кампанії пообіцяла сприяти прийняттю законодавства, яке відновить федеральні захисти права на аборт, які раніше гарантувались рішенням у справі Ро.

### Прикордонна безпека та імміграція
Безпека прикордонних регіонів та незаконна міграція є одним із головним питань, що турбують потенційних виборців на президентських виборах 2024 року. Опитування показали, що більшість американців підтримують скорочення імміграції до країни, а значна частина білих республіканців стурбована зниженням чисельності білих. 2023 року і на початку 2024-го відбувся великий наплив мігрантів через кордон США з Мексикою. Станом на червень 2024 року кількість нелегальних перетинів досягла найнижчого рівня за три роки після чотирьохмісячного зниження. Вищі посадові особи США пояснили це наслідком посилення контролю між США та Мексикою, погодними умовами та указом Байдена щодо посилення обмежень на надання притулку. До липня 2024 року кількість арештів на кордоні знизилася на 33 % до найнижчого рівня за 46 місяців завдяки указу Байдена, після зниження показника на 55 % у червні, та досягнула найнижчого рівня з вересня 2020 року.
Гарріс пообіцяла боротися за прикордонну безпеку, поєднуючи це зі заслуженим шляхом до громадянства. Вона підкреслила свою роботу в боротьбі з транснаціональними бандами, наркокартелями та торговцями людьми під час роботи на посаді генерального прокурора. У 2023 році як віцепрезидент Гарріс оголосила про виділення 950 млн дол. США від приватних компаній на центральноамериканські громади для розв'язання причин масової міграції, таких як бідність. Гарріс заявляє, що вважає імміграційну систему «зламаною» і такою, що потребує виправлення, і каже, що більшість американців вірять у це. Вона підтримує збільшення кількості прикордонних патрулів і звинувачує Трампа в несерйозному ставленні до безпеки кордону. Будучи віцепрезидентом, Гарріс підтримала двопартійний законопроєкт, який би фінансував додаткових прикордонних агентів і закрив кордон у разі надмірного навантаження, але Трамп відхилив цей законопроєкт. Трамп закликав республіканців у Палаті представників і Сенаті заблокувати законопроєкт, аргументуючи це тим, що він зашкодить його та республіканським передвиборчим кампаніям і позбавить їх можливості використовувати питання імміграції як виборче питання. Гарріс критикувала Трампа за його опозицію до законопроєкту під час передвиборчої кампанії.

## Демократична партія

Результати праймериз Демократичної партії 2024 року по штатах за кількістю голосів
Джо Байден
Джейсон Палмер
Голосування не проводилось

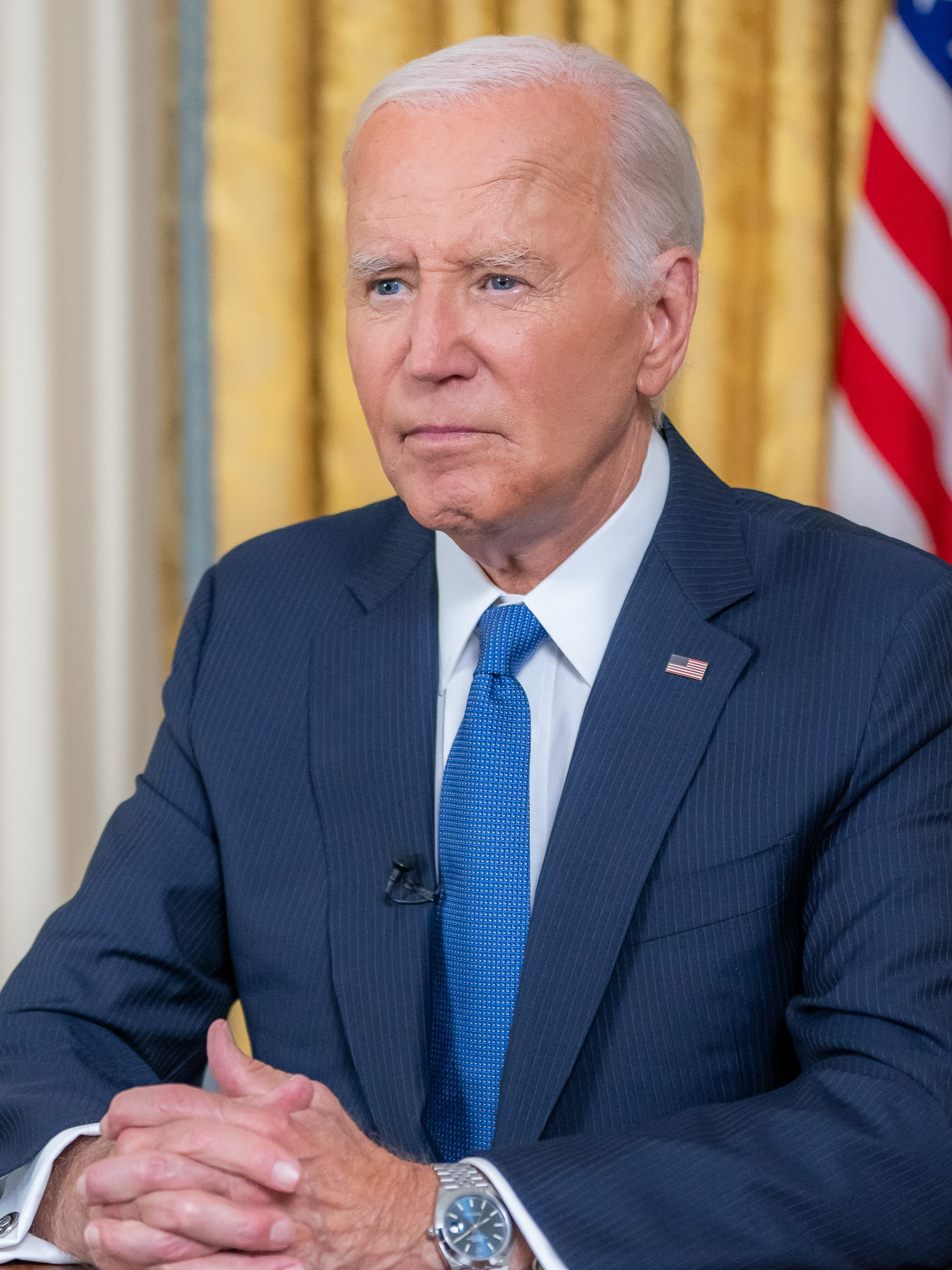
Байден звертається 24 липня 2024 року по телебаченню з Овального кабінету, та оголошує про відмову від участі у президентських виборах.

25 квітня 2023 року чинний президент Джо Байден оголосив, що висуває свою кандидатуру на перевибори, разом із чинною віцепрезиденткою Камалою Гарріс. Республіканці посилили свою критику в бік Гарріс після того, як Байден висловив намір висуватись. Упродовж другої половини 2021 року, коли Байден мав низькі рейтинги, були чутки, що він не буде висуватись знов. Члени Палати представників Керолін Малоні, Тім Раян та колишній член Джо Каннінгем (всі від Демократичної партії), публічно закликали Байдена не брати участь у виборах.
Крім низьких рейтингів Байдена, проблемою вважався його вік: у свої 78 років він став найстарішим президентом станом на початок президентства. Наприкінці терміну йому 82 роки, а в разі переобрання наприкінці другого терміну йому було б 86 років. Згідно з опитуванням NBC, результати якого були опубліковані у квітні 2023 року, 70 % американців, зокрема 51 % демократів, висловились, що Байден не має висуватись на другий термін. Майже половина вказала, що він не має висуватись через похилий вік. Згідно з середнім показником національного опитування FiveThirtyEight, рейтинг схвалення Байдена становив 41 %, тоді як 55 % його не схвалювали. Також були чутки, що Байден може стикнутись із проблемами вже на праймеріз проти прогресивного кандидата всередині партії. Однак після успішного результату на виборах 2022 року, у суспільстві збільшилась впевненість у тому, що Байден зможе отримати номінацію від партії.
У лютому 2023 року, незадовго до того, як Байден оголосив свою кандидатуру на другий термін, свою кандидатуру висунула письменниця Маріанна Вільямсон. Вона вже висувалась у 2020 році. Вільямсон оголосила про відмову від участі 7 лютого 2024 року, проте через кілька тижнів вона поновила свою кампанію. У квітні 2023 року свою кандидатуру висунув Роберт Френсіс Кеннеді-молодший, а вже 9 жовтня того ж року він повідомив, що відмовляється від участі в праймериз Демократичної партії, та що натомість висуватиметься самостійно. Дін Філліпс заявив, що висувається проти Байдена 26 жовтня. 6 березня 2024 року Філіпс згорнув свою кампанію після того, як не зміг виграти жодного праймериз у супервівторок. Вільямсон остаточно відмовилась від участі 11 червня. Венчурний капіталіст Джейсон Палмер оголосив про свою кампанію 22 жовтня. Палмер зміг перемогти у праймериз в Американському Самоа, попри те, що не був одним з основних кандидатів. Таким чином, він став першим кандидатом, що переміг у праймериз проти чинного президента з 1980 року. Він не переміг у жодному іншому праймериз, та зрештою зняв кандидатуру 15 травня 2024 року. 12 березня 2024 року Байден отримав більшість делегатів та офіційно став попереднім кандидатом у президенти від Демократичної партії. 2 липня Вільямсон знову вступила у президентські перегони і закликала до відкритого з'їзду[уточнити].
Через провальний виступ Байдена на президентських дебатах проти Трампа 27 червня 2024 року та позитивний діагноз COVID-19 у середині липня того ж року, Байден заявив 21 липня, що відкликає свою кандидатуру на президентських виборах, чим дозволив Демократичній партії обрати нового кандидата. Він підтримав номінацію чинного віцепрезидента Камали Гарріс. Невдовзі Гарріс оголосила, що висуває свою кандидатуру на пост президента. До кінця наступного дня, тобто до 22 липня, Гарріс отримала достатньо голосів делегатів, аби стати попередньою кандидаткою від Демократичної партії. Після проведення віртуального поіменного голосування 2 серпня, де Гарріс отримала більшість голосів делегатів, її кандидатура стала офіційною. Наступного дня, 6 серпня, вона обрала Тіма Волза своїм напарником на виборах.
У разі успіху Гарріс може увійти в історію як перша жінка і перша американка азійського походження на посаді президента США, а Волз може стати першим віце-президентом, який брав участь у війні проти тероризму.

### Передбачувані кандидати
| Кандидати від Демократичної партії |                                       |
| Камала Гарріс                      | Тім Волз                              |
| у Президенти                       | у Віцепрезиденти                      |
|                                    |                                       |
| 49-й Віцепрезидент США (2021-2025) | 41-й губернатор від Міннесоти (2019—) |
| Кампанія                           |                                       |
|                                    |                                       |

### Інші кандидати
| Ім'я              | Попередні посади                                                   | Рідний штат | Дата оголошення кампанії | Здобуто делегатів | Виграно конкурсів | Здобуто голосів | Прим.         |
| ----------------- | ------------------------------------------------------------------ | ----------- | ------------------------ | ----------------- | ----------------- | --------------- | ------------- |
| Меріенн Вільямсон | Письменниця, духовна активістка, кандидатка в президенти 2020 року | Каліфорнія  |                          | 0 (0,0 %)         | Жодного           | 329 400 (3,3 %) | [ 90 ]        |
| Меріенн Вільямсон | Письменниця, духовна активістка, кандидатка в президенти 2020 року | Каліфорнія  | 4 березня 2023           | 0 (0,0 %)         | Жодного           | 329 400 (3,3 %) | [ 90 ]        |
| Джейсон Пелмер    | Венчурний капіталіст                                               | Меріленд    |                          | 3 (0,1 %)         | 1                 | 5841 (0,1 %)    | [ 93 ] [ 94 ] |
| Джейсон Пелмер    | Венчурний капіталіст                                               | Меріленд    | 22 жовтня 2023           | 3 (0,1 %)         | 1                 | 5841 (0,1 %)    | [ 93 ] [ 94 ] |

### Колишні кандидати
| Кандидати відсортовані за датою зняття з праймеріз               |                                 |
| Дін Філліпс                                                      | Роберт Френсіс Кеннеді-молодший |
|                                                                  |                                 |
| Член Палати представників США від 3-го округу Міннесоти (з 2019) | Екологічний активіст            |
|                                                                  |                                 |
| кампанія                                                         | кампанія                        |
| З.: 6 березня 2024 281 824 голосів                               | З.: 9 жовтня 2023               |
| [ 95 ] [ 96 ]                                                    | [ 97 ] [ 98 ]                   |

## Республіканська партія

Результати праймериз Республіканської партії 2024 року по штатах
Ніккі Гейлі
Дональд Трамп

Дональд Трамп був переможений на виборах 2020 року, але не має обмежень по термінах, і йому дозволено перевисуватись у 2024 році. Таким чином, він стане п'ятим експрезидентом, що намагається переобратись на другий непослідовний термін. У разі перемоги Трамп стане другим президентом, що перебуватиме два непослідовні терміни на посаді (після Гровера Клівленда у 1892).
Трамп подав заяву на участь у виборах до Федеральної виборчої комісії 15 листопада 2022 року та оголосив про свою кандидатуру на виборах у промові в Мар-а-Лаго у той же день. Він вважався лідером у боротьбі за номінацію на посаду президента від Республіканської партії після того, як 15 листопада 2022 року оголосив про початок своєї кампанії 2024 року. У березні 2022 року Трамп оголосив, що якщо він балотуватиметься на переобрання і виграє республіканську президентську номінацію, його колишній віцепрезидент Майк Пенс не буде його партнером по кампанії.
У цивільному судочинстві Трамп був визнаний відповідальним за сексуальне насильство й наклеп у 2023 році, наклеп у 2024 році і фінансове шахрайство у 2024 році, ставши першим колишнім президентом, якого визнали винним у скоєнні злочину. У березні 2023 року Трампу висунули звинувачення за те, що той платив порноакторці Стормі Деніелс за мовчання. У червні йому висунули нові звинувачення у неналежному поводженні зі секретними документами, які містили матеріали, що становлять загрозу національній безпеці. Трамп не визнав себе винним за всіма звинуваченнями, пов'язаними з цими обвинувальними актами.
Трамп легко переміг у праймериз, його найбільшим опонентом була поміркована Ніккі Гейлі.
Головним супротивником Трампа у боротьбі за номінацію від Республіканської партії вважався губернатор Флориди, Рон Десантіс. Останній зібрав більше грошей у підтримку своєї кампанії на початку 2022 року та мав кращі результати в опитуваннях, аніж Трамп наприкінці 2022 року. 24 травня 2023 року Десантіс оголосив про участь у виборах в онлайн-розмові з генеральним директором компанії Ілоном Маском. «Занепад Америки не є неминучим — це вибір… Я балотуюся в президенти США, щоб очолити наше велике американське відродження», додав Десантіс. За словами організаторів його кампанії, за першу годину після оголошення кандидатури вони отримали мільйон доларів США у пожертвах. На телепередачі Fox & Friends Десантіс заявив, що «знищить лівий рух» у Сполучених Штатах. Наприкінці липня 2023 року, за опитуваннями FiveThirtyEight про кандидатів у праймериз Республіканської партії, середній результат Трампа в усіх штатах складав 52 %, Десантіса — 15 %.
Після партійних зборів в Айові, де Трамп здобув перемогу з великим відривом, Рон Десантіс та Вівек Рамасвамі відмовились від участі в перегонах та підтримали кандидатуру Трампа. Таким чином, останньою значною конкуренткою на праймериз залишалась Ніккі Гейлі, колишня губернаторка Південної Кароліни, що була в уряді Трампа. Трамп виграв усі чотири з наступних ранніх зборів, а кампанія Гейлі не змогла домогтись успіхів. 6 березня 2024 року, після того, як Гейлі виграла лиш один праймериз з п'ятнадцяти у супервівторок, вона згорнула свою кампанію. Після цього Трамп лишився останнім значним кандидатом на президентську номінацію від Республіканської партії.
12 березня 2024 року Трамп став попереднім кандидатом від Республіканської партії.
15 липня 2024 року, на першому дні Національного з'їзду Республіканської партії, Трамп офіційно оголосив, що разом із ним у віцепрезиденти висуватиметься сенатор Джеймс Девід Венс. Якщо його оберуть, то він стане першим морським піхотинцем та першим ветераном війни в Іраку на посаді віцепрезидента. Напередодні того Трамп пережив замах — куля, поцілена в нього, поранила його вухо.
18 липня 2024 року Трамп прийняв номінацію Національного з'їзду Республіканської партії та став кандидатом у президенти від Республіканської партії. Це треті вибори поспіль, де він висувається від Республіканської партії.

### Передбачувані кандидати
| Кандидати від Республіканської партії |                               |
| Дональд Трамп                         | Джеймс Девід Венс             |
| у Президенти                          | у Віцепрезиденти              |
|                                       |                               |
| 45-й Президент США (2017-2021)        | Сенатор від Огайо (2023-2025) |
| Кампанія                              |                               |
|                                       |                               |

### Колишні кандидати
| Кандидати відсортовані за датою зняття з праймеріз |                                               |                                  |                                                       |                                                                                |                                         |
| Ніккі Гейлі                                        | Рон Десантіс                                  | Аса Гатчінсон                    | Вівек Рамасвамі                                       | Кріс Крісті                                                                    | Дуг Бургум                              |
|                                                    |                                               |                                  |                                                       |                                                                                |                                         |
| Постійний представник США в ООН (2017—2018)        | Губернатор Флориди (2019–нині)                | Губернатор Арканзасу (2015—2023) | Виконавчий голова Strive Asset Management (2022—2023) | Губернатор Нью-Джерсі (2010—2018)                                              | Губернатор Північної Дакоти (2016–нині) |
|                                                    |                                               |                                  |                                                       |                                                                                |                                         |
| кампанія                                           | кампанія                                      | кампанія                         | кампанія                                              | кампанія                                                                       | кампанія                                |
| З.: 6 березня 2024 2 866 608 голосів 90 делегатів  | З.: 21 січня 2024 167 921 голосів 9 делегатів | З.: 16 січня 2024 17 540 голосів | З.: 15 січня 2024 50 688 голосів 3 делегатів          | З.: 10 січня 2024 54 893 голосів                                               | З.: 4 грудня 2023 327 голосів           |
| [ 123 ] [ 124 ]                                    | [ 125 ] [ 126 ]                               | [ 127 ] [ 128 ]                  | [ 129 ] [ 130 ]                                       | [ 131 ] [ 132 ]                                                                | [ 133 ] [ 134 ]                         |
| Тім Скотт                                          | Майк Пенс                                     | Ларрі Елдер                      | Перрі Джонсон                                         | Вілл Герд                                                                      | Френсіс Суарес                          |
|                                                    |                                               |                                  |                                                       |                                                                                |                                         |
| Сенатор від Південної Кароліни (2013–нині)         | Віцепрезидент США (2017—2021)                 | Політичний коментатор            | Бізнесмен                                             | Член Палати представників США від 23-го конгресового округу Техасу (2015—2021) | Мер Маямі (2017–нині)                   |
|                                                    |                                               |                                  |                                                       |                                                                                |                                         |
| кампанія                                           | кампанія                                      | кампанія                         | кампанія                                              | кампанія                                                                       | кампанія                                |
| З.: 12 листопада 2023 196 голосів                  | З.: 28 жовтня 2023 404 голосів                | З.: 26 жовтня 2023               | З.: 20 жовтня 2023 26 голосів                         | З.: 9 жовтня 2023                                                              | З.: 29 серпня 2023                      |
| [ 135 ] [ 136 ]                                    | [ 137 ] [ 138 ]                               | [ 139 ] [ 140 ]                  | [ 141 ] [ 142 ]                                       | [ 143 ] [ 144 ]                                                                | [ 145 ] [ 146 ]                         |

## Незалежні кандидати
| Ім'я                                              | Попередні посади                                          | Рідний штат | Дата оголошення кампанії      | Прим.   |
| ------------------------------------------------- | --------------------------------------------------------- | ----------- | ----------------------------- | ------- |
| Роберт Френсіс Кеннеді-молодший(зняв кандидатуру) | Екологічний юрист, письменник і антивакцинальний активіст | Каліфорнія  |                               | [ 98 ]  |
| Роберт Френсіс Кеннеді-молодший(зняв кандидатуру) | Екологічний юрист, письменник і антивакцинальний активіст | Каліфорнія  | 9 жовтня 2023 (як незалежний) | [ 98 ]  |
| Корнел Вест                                       | Академік та активіст                                      | Каліфорнія  |                               | [ 147 ] |
| Корнел Вест                                       | Академік та активіст                                      | Каліфорнія  | 5 жовтня 2023 (як незалежний) | [ 147 ] |

## Дебати
У квітні 2022 року Республіканський національний комітет одностайно проголосував про вихід із Комісії з президентських дебатів (англ. Commission on Presidential Debates, CPD). У травні 2024 року виборча команда Байдена запропонувала провести два раунди дебатів поза розкладами CPD, а також відмовилась брати участь у дебатах CPD. Байден і Трамп домовились про проведення дебатів на каналі CNN 27 червня та на ABC News 10 вересня.

### 27 червня
CNN провели перші дебати 27 червня, усього їх переглянув 51 млн глядачів. У ЗМІ виступ Байдена на цих дебатах назвали «катастрофою». Деякі знавці відзначали, що він часто втрачав хід думок і давав плутані, незрозумілі відповіді.
Джордж Елліот Морріс та Кейлі Роджерс в онлайн-журналі 538, яким володіє ABC News, заявили, що Байден не зміг запевнити електорат у спроможності бути президентом ще чотири роки. Після дебатів серед посадовців, виборчого штабу та партійних донорів почалась дискусія про висування іншого кандидата від Демократичної партії замість Джо Байдена; зокрема, розглядалося питання, чи варто іншим представникам Демократичної партії звернутись публічно до Джо Байдена з проханням відмовитись від участі у виборах. Байден заявляв, що не збирається відмовлятись від кандидатури. Барак Обама та Гілларі Клінтон заявили про підтримку Байдена вже після дебатів.

### 10 вересня
Другі президентські дебати призначені на 10 вересня та пройшли на телеканалі ABC News.

### Віцепрезидентські дебати 1 жовтня
15 серпня 2024 року кандидати у віцепрезиденти Джеймс Девід Венс та Тім Волз погодились провести дебати на CBS News 1 жовтня того ж року, однак Венс зазначив, що братиме участь лише за дотримання певних умов.

## Результати
| Фото                      | Кандидат      | Партія          | Голосів    | Голосів | Голосів виборщиків |
| Фото                      | Кандидат      | Партія          | Число      | %       | Голосів виборщиків |
| ------------------------- | ------------- | --------------- | ---------- | ------- | ------------------ |
|                           | Дональд Трамп | Республіканська | 77 304 184 | 49,9    | 312                |
|                           | Дональд Трамп | Республіканська | 77 304 184 | 49,9    | 312                |
|                           | Камала Гарріс | Демократична    | 75 019 616 | 48,4    | 226                |
|                           | Камала Гарріс | Демократична    | 75 019 616 | 48,4    | 226                |
| Джерело: Associated Press |               |                 |            |         |                    |

## Нотатки
1. ↑  Зупинила кампанію 7 лютого 2024[91], відновила 28 лютого 2024[92]
2. ↑  хоч Американське Самоа не бере участі в президентських виборах, оскільки це територія, а не штат, воно бере участь у президентських праймеріз та кокусах
3. ↑  висунувся як незалежний